# Тракман, Максим Густавович
Макси́м Гу́ставович Тра́кман (эст. Max-Alfred Trakmann; 31 октября 1890, д. Пирцу, волость Амбла, Вейсенштейнский уезд, Эстляндская губерния—27 октября 1937, Новосибирск) — эстонский большевик, сподвижник Р. И. Эйхе, заведующий Западно-Сибирским краевым отделом здравоохранения (1928—1937). Репрессирован.

## Биография

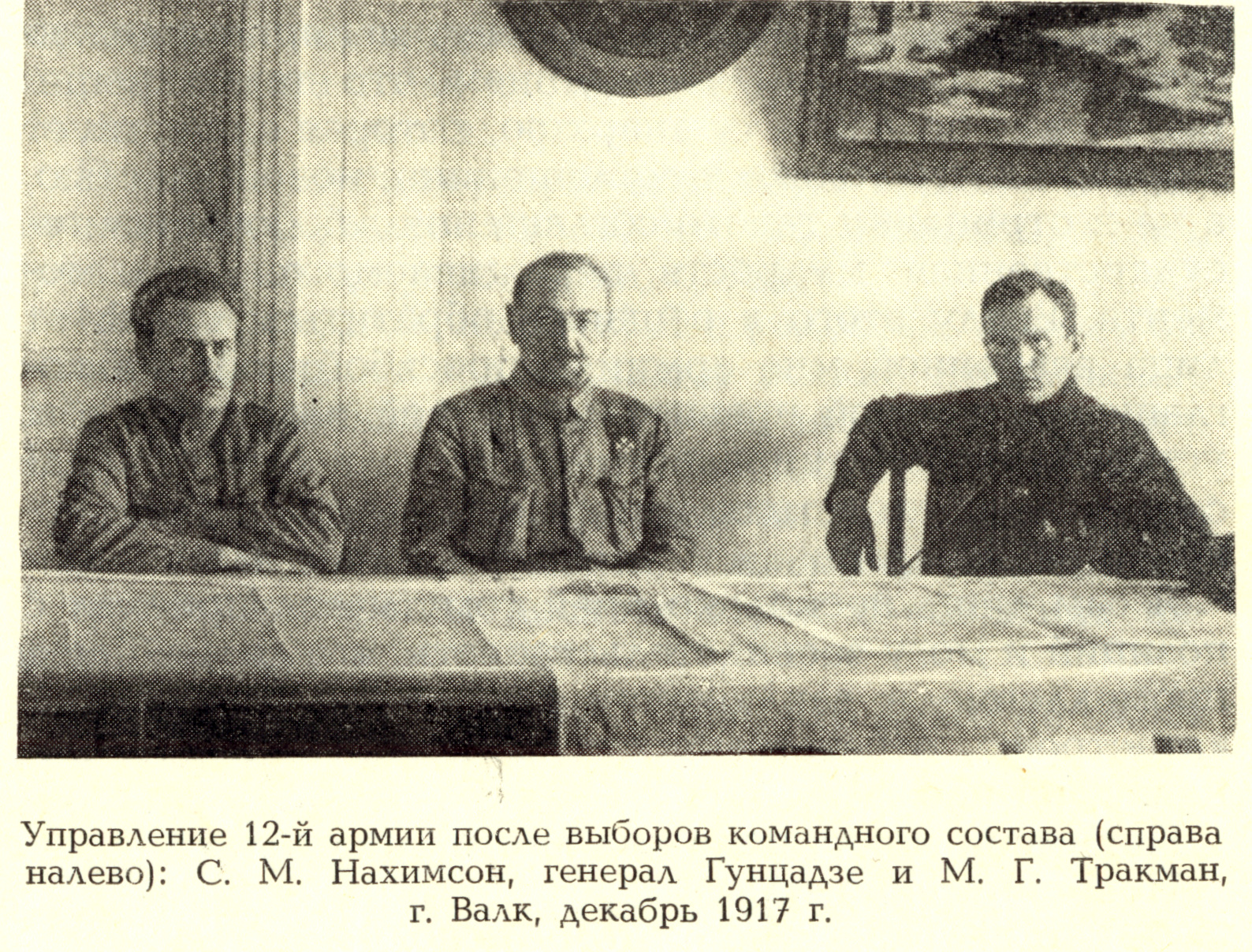

Члены Совета Эстляндской трудовой коммуны. Слева направо: Х. Пегельман, Я. Анвельт, О. Рястас, Й. Кясперт, М. Тракман, К. Мюльберг и А. Вальнер.

Макс-Альфред Тракман родился 31 октября 1890 года в крестьянской семье.
В 1910 году окончил Александровскую гимназию в Ревеле.
В 1910—1916 гг. обучался на медицинском факультете Московского университета, по окончании которого работал врачом в волостях Мярьямаа и Кулламаа Эстляндской губернии. Специальность — акушер-гинеколог.
В 1917 году мобилизован в царскую армию, в которой выделялся своими левыми настроениями. Во время Февральской революции избран в солдатский комитет.
Энергичная деятельность М. Г. Тракмана в Исполнительном комитете Совета солдатских депутатов 12-й армии Северного фронта (Искосол) не осталась без внимания. В конце мая 1918 года заведующий Оперативного отдела (Оперод) Наркомата по военным делам РСФСР С. И. Аралов поручил двадцатисемилетнему Тракману организовать военное контрразведывательное отделение. В начале июня отделение, получившее название Военный контроль, начало функционировать. Костяк его составили коммунисты, соратники Тракмана по Искосолу.
С октября 1918 по январь 1919 — военком 6-й стрелковой дивизии 7-й армии и член Совета комиссаров Эстляндской трудовой коммуны, ноябре 1918 года начальник 1-го отдела (отдела военного контроля) Регистрационного управления Полевого штаба РВСР.
С декабря 1918 года отпущен для руководства эстонским движением.
По окончании Гражданской войны секретарь Сибкрайкома ВКП(б), затем заместитель заведующего Сибкрайздравом. В 1928 году сменил М. И. Баранова на должности заведующего Сибирским краевым отделом здравоохранения.
Помимо руководящей работы в Сибкрайздраве, с 1 сентября 1928 года по 1932 год занимал должность директора Томского ГИДУВа (с 1931 года — Новосибирский, ныне — Новокузнецкий институт усовершенствования врачей), заведовал кафедрой социальной гигиены и общественного здоровья Новосибирского медицинского института.
Арестован 14 августа 1937 года по обвинению в причастности к контрреволюционной диверсионно-вредительской организации по статье 58-1а-8-9-11 УК РСФСР.

Вслед за уничтожением Зиновьева, Каменева, Бухарина, Рыкова и других очередь дошла и до сообщников. Нашли очаг правобухаринского заговора и в среде партийного и советского начальства в Новосибирске. Заведующий крайздравом Тракман, который так весело за ужином распевал «Моряк был с крейсера „Аврора“, он был без страха и позора» и потом играл в преферанс с профессорами, вдруг был арестован. Одновременно арестовали председателя крайисполкома Грядинского и некоторых других видных местных советских работников. Нам сказали, что они предатели.
— А. Л. Мясников, Е. И. Чазов. Я лечил Сталина. - Москва: Эксмо, 2011 г. ISBN 978-5-699-48731-8
Приговорён Военной коллегией Верховного суда СССР 27 октября 1937 года к высшей мере наказания, в этот же день расстрелян. Реабилитирован 3 октября 1957 года.

## Адреса в Новосибирске
- улица Щетинкина, д. 41 (Красный проспект, д. 34) — проживал в квартире № 50[7]. В настоящее время — Мэрия Новосибирска.

## Семья
- Тракман, Гуго Густавович (1900—после 1940) — брат. Военинженер 3 ранга, помощник начальника мобилизационного отдела Управления Восточно-Сибирской железной дороги.
- Тракман, Карл Густавович (1887—1938) — брат. Советский военный деятель, интендант 1 ранга (1936).

- Элла — дочь (1919-1988)
- Светлана - дочь